# コドモノアソビ
『コドモノアソビ』は、Lump of Sugarより2015年11月27日に発売されたアダルトゲーム。「Lump of Sugar 10th Anniversaryプロジェクト」第2弾として発売された。

## ストーリー
とある地方都市「迎川町」に住む主人公の丹生清澄は、脳内に浮かぶ二択の選択肢を選ばないと時間が止まったままになってしまう、奇妙な呪いに苦しめられていた。
二年生に進級したばかりのとある春の日、彼は友人といたところ、見知らぬ少女・セーラから好意をあらわにされる。彼女によると、七年前、主人公と友人（ヒロイン）たちは異界の住民である彼女を召喚する儀式を行い、自分たちの願いを叶える代わりに主人公に対する恋心をセーラに与える契約によって、願いを叶えるための能力「ロール」を得たが、それこそが主人公たちを苦しめている呪いの正体だという。さらに、本来消えるはずの、彼女が奪った恋心は何年経っても消えることはなく、その結果、彼女は自分のものでもない恋心が原因で気が狂わんばかりになってしまっていた。
以前と同じメンバーで再び儀式を行い、彼女との契約を破棄することで、彼女の恋心と主人公たちの呪いを解けるといい、主人公は互いの利害が一致していることから彼女との契約破棄の提案に協力することにした。

## 登場人物
丹生清澄
本作の主人公。学園二年生。学生寮に一人で住む。「脳内に浮かんだ選択肢のどちらかを選ばなければ時間が止まったまま」という奇妙な呪いに苦しめられる。過去の儀式の記憶は失っている。
セーラ
声：秋野花
怪しげな儀式で主人公たちに呪いを掛けた張本人。その結果過去の儀式のメンバーの誰かから代償として奪った恋心に苦しめられ続けており、主人公のことが好きで好きで堪らなくなっている。
異界の住民であり、悪魔と似たような存在。そのため周囲に自分の存在を認識されないようにしたり、空中浮遊する能力を持つ。口調は少々乱暴で「ねーよ」、「だろうが」などの男性口調で話す。
比名子 みちる （ひなこ みちる）
声：あじ秋刀魚
清澄のクラスメイトで、他人の世話を焼く。かなりの巨乳の持ち主。
鶴巻 楪 （つるまき ゆずりは）
声：小倉結衣
清澄の幼なじみ。奥ゆかしい人柄をしている。
丹生 佳津美 （にう かつみ）
声：藤咲ウサ
清澄の実妹で、高レベルな学園でも常に首位を獲る秀才。以前は別の名門校に通っていたが、なぜか唐突に主人公の学園に転入して来た。現在は同じ学生寮に暮らす。主人公に対して冷たい態度を取る。
栖川 理路
佳津美の知人。
倉持真央子
魚尾篤郎
清澄の親友。

## 制作
佳津美役にはオーディションで藤咲ウサが起用された。

## スタッフ
- ディレクター：神無月梢[2]
- キャラクターデザイン：萌木原ふみたけ・あゆや・ななろば華・あにぃ・羽鳥ぴよこ
- シナリオ：保住圭・しげた・保桜・水月紗